# Końcówka fleksyjna
Końcówka fleksyjna – morfem końcowy wyrazu w językach fleksyjnych, podlegający wymianie w drodze koniugacji lub deklinacji. Określa funkcję składniową wyrazu w wypowiedzeniu. Końcówka fleksyjna, w odróżnieniu od luźnych sufiksów w językach aglutynacyjnych, bardzo często określa kilka kategorii gramatycznych jednocześnie. Przykładowo końcówka -ę w wyrazie idę wyraża pierwszą osobę, liczbę pojedynczą i czas teraźniejszy. Ścisłe rozróżnienie morfemów gramatycznych (w tym końcówek fleksyjnych) i słowotwórczych nie zawsze jest możliwe.

## Końcówka w rzeczowniku
Aby uzyskać końcówkę i temat, najprościej jest odmienić rzeczownik przez przypadki, np.
- M. instrukcj|a
- D. instrukcji|0[a]
- C. instrukcji|0[a]
- B. instrukcj|ę
- N. (z) instrukcj|ą
- Ms. (o) instrukcji|0[a]
- W. instrukcj|o

Końcówka jest zmieniającą się częścią wyrazu (oddzieloną znakiem „|”). Wyjątkiem są oboczności tematyczne.